# Эдмунд (король Шотландии)
Эдмунд (гэльск. Etmond mac Maíl Coluim, англ. Edmund; после 1070 — после 1097) — сын короля Альбы (Шотландии) Малькольма III и Маргариты Шотландской. Иногда включается в список шотландских королей, в качестве соправителя Дональда III, но историчность того факта, что он был королём, сомнительна.

## Биография
В ноябре 1093 года, после одновременной гибели Малькольма III и его старшего сына от брака с Маргаритой Шотландской — Эдуарда, Дональд III захватил шотландский престол. Эдмунд и его младшие братья Эдгар, Александр и Давид бежали в Англию, где в это время находился их сводный брат Дункан.
В 1094 году Дункан с благословения Вильгельма Рыжего и c помощью войска своего тестя Госпатрика Нортумбрийского, а также населения Лотиана захватил Эдинбург и сверг Дональда III. Однако пробыл королём он недолго. Свергнутый Дональд отступил в горные районы Шотландии, где объединился с Мэл Петаром мак Леоном, мормером Мернса и поднял восстание против прибывших с Дунканом англичан. Дункан, желая погасить конфликт, отослал своих союзников обратно, но мятежники не успокоились и 12 ноября 1094 года убили короля в Берике. Считается, что убийцей был Мэл Петар мак Леон, но «Анналы Ульстера» и Вильям Мальмсберийский утверждают, что убийство было совершено по приказу Дональда и Эдмунда.
Что заставило Эдмунда принять сторону своего дяди — неизвестно. Предполагается, что бездетный Дональд назначил его своим наследником. Возможно, Эдмунд получил титул принца Южной Шотландии, которая в то время считалась скорее колонией, чем составной частью шотландского королевства.
В 1097 году английская армия под командованием Эдгара Этелинга вторглась в Шотландию и свергла Дональда и Эдмунда, посадив на престол Эдгара. Дональд и Эдмунд продолжили борьбу. Дональд в 1099 году был пойман, ослеплён и пожизненно заточён в замке Рескоуби в Ангусе. Эдмунд также был схвачен или сдался добровольно и, скорее всего, отказавшись от всех притязаний на корону, постригся в монахи в клюнийском монастыре Монтакат на юге Англии. Там он со временем скончался и был похоронен, согласно собственному завещанию в веригах. Точная дата его смерти неизвестна.